# Cốc nguyệt san

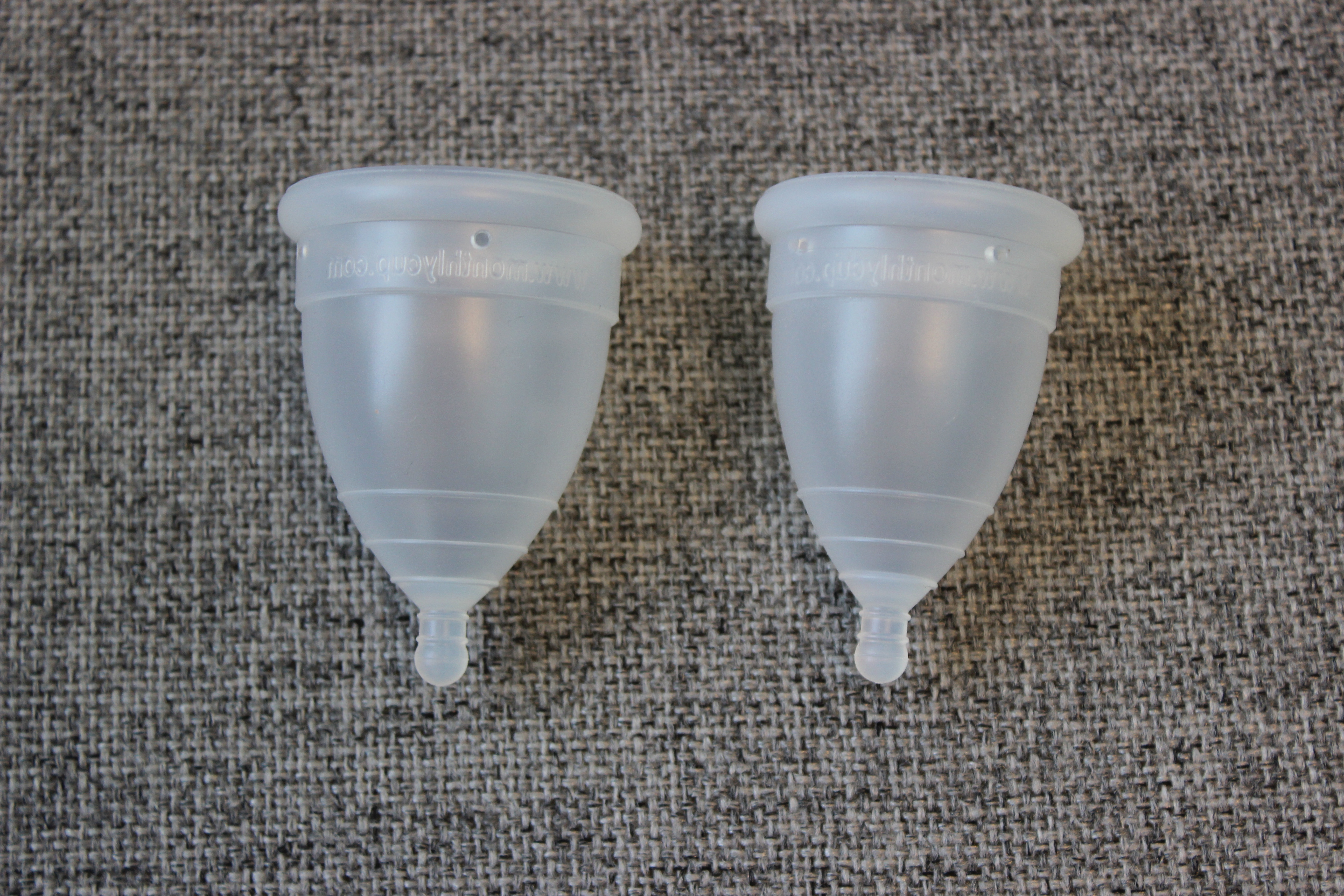
Cốc nguyệt san thông thường có hai kích cỡ.

Cốc nguyệt san (tiếng Anh: menstrual cup) là một dụng cụ vệ sinh được đưa vào âm đạo trong chu kỳ kinh nguyệt của phụ nữ. Mục đích chính là chứa chất lỏng kinh nguyệt (máu từ niêm mạc tử cung) và ngăn chặn chất lỏng rò rỉ ra quần áo. Những loại cốc thường được làm bằng silicon y tế, mủ cao su hoặc đồng phân nhiệt dẻo. Sản phẩm có hình dạng gồm phần phễu và cuống. Phần cuống được sử dụng chỉnh vị trí của cốc trong âm đạo và khi cần tháo ra. Phần cốc sẽ được giữ tại thành âm đạo ngay dưới cổ tử cung. Cứ sau 4 giờ 12 giờ (tùy thuộc vào lượng máu), cốc được lấy ra, đổ bỏ chất lỏng, tráng sạch và lại đưa vào. Sau mỗi chu kỳ, cốc nguyệt san phải được khử trùng bằng nước sôi.
Không giống băng vệ sinh thông thường và băng vệ sinh dạng ống (tampon), cốc nguyệt san đựng dung dịch lỏng thay vì thấm hút.
Một chiếc cốc có thể tái sử dụng đến 10 năm. Điều này làm cho chi phí dài hạn của cốc thấp hơn so với băng vệ sinh hoặc miếng lót dùng một lần, mặc dù chi phí ban đầu cao hơn. Cốc cũng được quảng bá có tác dụng thiết thực và thân thiện với môi trường hơn so với băng vệ sinh và tampon. Vì có thể được tái sử dụng nhiều lần, lượng rác thải được tạo ra từ chu kỳ kinh nguyệt sẽ giảm đáng kể, vì sẽ không có rác thải hàng ngày và lượng bao bì cũng giảm theo.
Hầu hết các nhãn hiệu sản xuất đưa ra thị trường hai kích cỡ lớn và nhỏ. Các sản phẩm thường không màu hoặc màu đục, nhưng một số thương hiệu cũng ra mắt các loại cốc nhiều màu, chẳng hạn như hồng hoặc tím.
Cốc nguyệt san là một lựa chọn an toàn so với các hình thức băng vệ sinh khác.

## Lịch sử

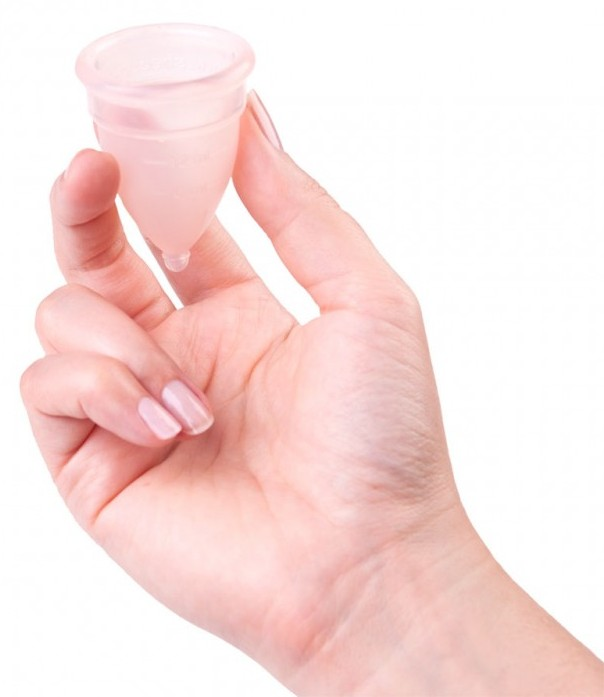
Cốc nguyệt san khi cầm trên tay.

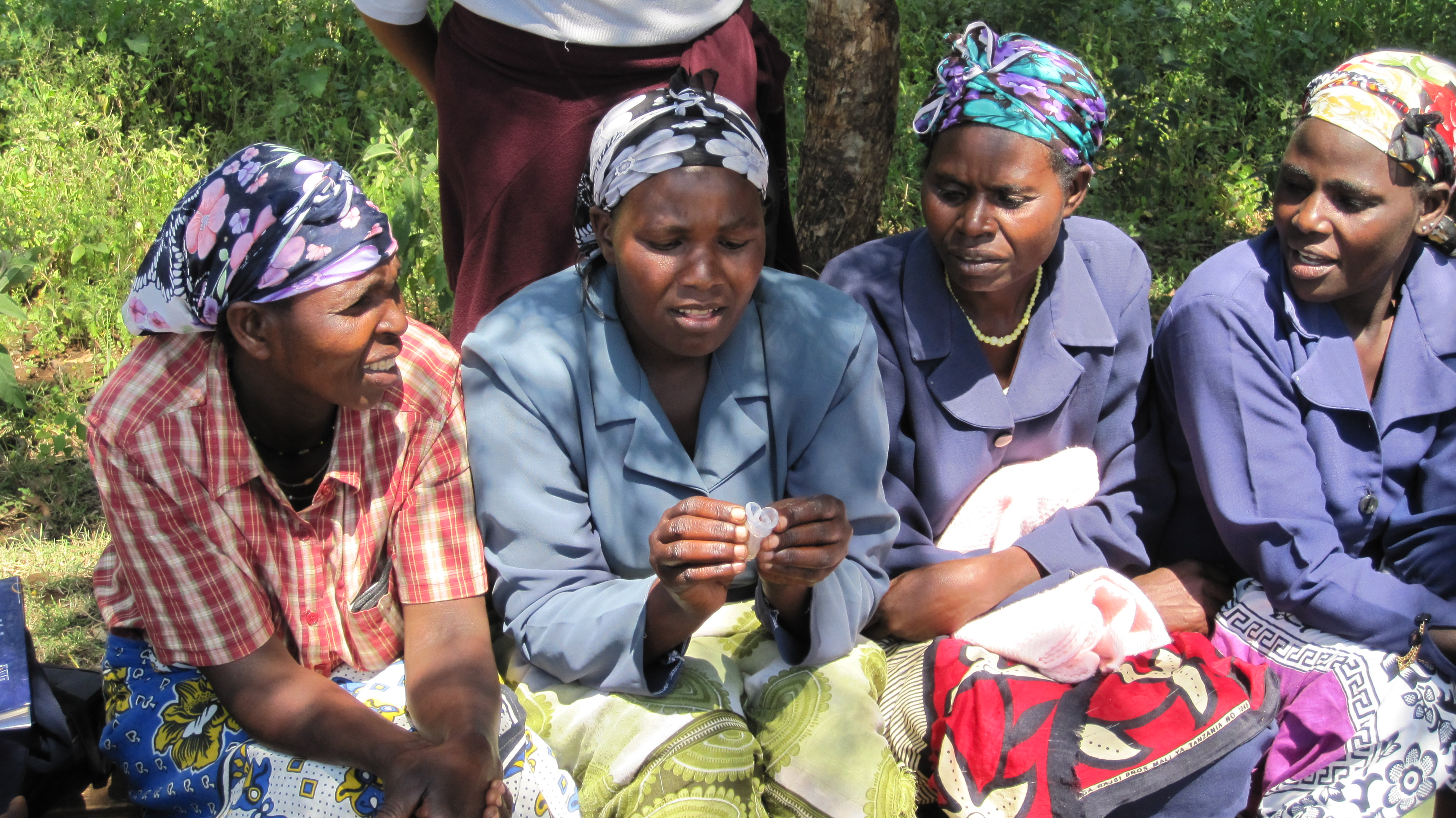
Những phụ nữ tại Meru, Kenya được phổ biến về cách sử dụng cốc nguyệt san.

Phiên bản đầu tiên của cốc nguyệt san có hình viên đạn đã được cấp bằng sáng chế vào năm 1932, bởi nhóm nhân viên hộ sinh của McGlasson và Perkins. Leona Chalmers đã được cấp bằng sáng chế cho chiếc cốc có thể sử dụng mang tính thương mại đầu tiên vào năm 1937. Các sản phẩm cốc nguyệt san khác được cấp bằng sáng chế vào năm 1935, 1937 và 1950.
Thương hiệu cốc nguyệt san Tassaway được giới thiệu vào những năm 1960 nhưng không thành công. Cốc nguyệt san ban đầu được làm từ cao su.
Năm 1987, một loại cốc nguyệt san khác có tên The Keeper làm từ cao su latex được sản xuất tại Hoa Kỳ. Điều này chứng minh cốc kinh nguyệt đầu tiên khả thi về mặt thương mại và vẫn còn trên thị trường đến ngày nay. Cốc nguyệt san bằng silicon đầu tiên là Mooncup do Anh sản xuất năm 2001.
Hầu hết các cốc kinh nguyệt ngày nay được sản xuất từ silicon y tế vì độ bền và đặc tính không gây kích ứng, mặc dù cũng có các nhãn hiệu sử dụng vật liệu TPE (nhựa nhiệt dẻo đàn hồi). Sản phẩm đang trở nên phổ biến hơn trên toàn thế giới với nhiều nhãn hiệu, hình dạng và kích cỡ khác nhau. Hầu hết đều có thể tái sử dụng, mặc dù có ít nhất một nhãn hiệu cốc nguyệt san dùng một lần hiện có mặt trên thị trường.
Một số tổ chức phi chính phủ (NGO) và các công ty đã bắt đầu đề xuất phát cốc nguyệt san cho phụ nữ ở các nước đang phát triển kể từ khoảng năm 2010, ví dụ ở Kenya và Nam Phi.
Cốc nguyệt san được coi là một giải pháp thay thế với chi phí thấp và thân thiện với môi trường so với băng vệ sinh vải, băng vệ sinh dùng một lần đắt tiền hoặc "không dùng gì" – thực tế của nhiều phụ nữ ở các nước đang phát triển.
Mặc dù nhiều công ty trên toàn thế giới tham gia sản xuất nhưng sản phẩm này vẫn chưa được biết đến vào khoảng năm 2010. Các công ty cũng khó thu được lợi nhuận từ cốc nguyệt san vì một phụ nữ có thể sử dụng cốc đến 5 năm hoặc lâu hơn. Hầu hết phụ nữ nghe nói về cốc nguyệt san qua internet hoặc truyền miệng, thay vì biết đến qua quảng cáo thông thường trên TV.

## Sử dụng
Đầu tiên cốc nguyên san cần được gấp hoặc xoắn lại rồi đưa vào âm đạo. Nó sẽ tự động bung ra và sẽ bám vào thành âm đạo. Trong một số trường hợp, người dùng có thể cần vặn cốc hoặc co giãn cơ âm đạo để đảm bảo cốc được bung mở hoàn toàn. Nếu được đặt đúng cách, cốc không gây rò rỉ hoặc gây ra bất kỳ sự khó chịu nào. So với tăm pông, cốc nên được đặt ở vị trí thấp hơn trong khoang âm đạo. Cuống cốc phải nằm hoàn toàn bên trong âm đạo. Có nhiều kỹ thuật gấp khác nhau để có thể đưa cốc vào trong âm đạo; cách gấp phổ biến bao gồm gấp hình chữ c, cũng như cách gấp ấn xuống.
Chất bôi trơn có thể sử dụng để cốc vào dễ dàng hơn nhưng phải là sản phẩm gốc nước, vì chất bôi trơn silicon có thể làm hỏng vật liệu silicon y tế.
Sau 4-12 giờ sử dụng (tùy thuộc vào lưu lượng), cốc được tháo bằng cách chạm vào phần cuống để tìm đến thân cốc. Việc chỉ kéo mỗi phần cuống sẽ không giúp việc lấy cốc ra dễ dàng, vì điều đó có thể tạo ra thêm lực hút. Cách chính xác là ấn vào bầu cốc để miệng cốc có không khí, từ đó kéo ra dễ dàng. Sau khi đổ bỏ chất lỏng, cốc nguyệt san nên được rửa hoặc lau sạch rồi mới đưa vào. Có thể rửa cốc bằng xà phòng dịu nhẹ và khử trùng trong nước sôi sau khi kết thúc chu kỳ. Ngoài ra, cũng có thể sử dụng các dung dịch khử trùng (thường được phát triển cho bình sữa và thiết bị hút sữa) để ngâm cốc. Tùy theo thương hiệu mà sẽ có các hướng dẫn làm sạch cụ thể khác nhau.

### Ưu điểm
- Khi sử dụng cốc nguyệt sản, chất lỏng kinh nguyệt được hứng khi chảy từ cổ tử cung và được giữ ở dạng lỏng. Với tampon, chất lỏng được hấp thụ và giữ ở dạng bán đông chống lại cổ tử cung.[12]
- Nếu người sử dụng cần theo dõi lượng kinh nguyệt mỗi chu kỳ (ví dụ: vì lý do y tế), cốc cho phép nắm được lượng chất lỏng một cách chính xác.
- Người sử dụng cần khoảng 1-2 lít nước để làm sạch cốc nguyệt san.[17]

### Các nghiên cứu
Một thử nghiệm ngẫu nhiên có kiểm soát năm 2011 tại Canada để nghiên cứu xem cốc nguyệt san bằng silicon có phải là sự thay thế khả thi cho tampon hay không và thấy rằng khoảng 91% phụ nữ trong nhóm sử dụng cốc cho biết họ sẽ tiếp tục sử dụng sản phẩm này và giới thiệu nó với người khác. Trong một nghiên cứu lâm sàng năm 1991 với 51 phụ nữ, 23 trong số những người tham gia (45%) nhận thấy cốc nguyệt san bằng cao su là một cách chấp nhận được để kiểm soát việc vệ sinh trong chu kỳ kinh nguyệt.
Trong một dự án thí điểm giữa những người tị nạn ở Uganda, 87% đã sử dụng cốc nguyệt san liên tục trong 3 tháng.

### Vệ sinh sau khi sử dụng
- Làm sạch cốc nguyệt san trong nhà vệ sinh công cộng có thể tạo ra vấn đề tế nhị khi đổ chất lỏng tại bồn rửa tay thông thường, mặc dù không phải lúc nào người dùng cũng ở trong không gian công cộng chứ không phải trong buồng vệ sinh. Một số nhà sản xuất đề nghị lau sạch cốc bằng khăn giấy sạch và làm sạch cốc vào các lần đổ bỏ chất lỏng tiếp theo. Người dùng cũng có thể mang theo một chai nước nhỏ để rửa cốc riêng tư trong nhà vệ sinh. Một lựa chọn khác là sử dụng khăn ướt. Vì cốc nguyệt san cần được làm sạch sau nửa ngày hoặc ít hơn mức thường xuyên (trừ khi lượng chất lỏng rất nhiều), nhiều người dùng không phải đổ chất lỏng vào nhà vệ sinh công cộng mà thay vào đó là sự thoải mái trong chính ngôi nhà của họ.
- Việc thiếu nước sạch và xà phòng để rửa tay, cần thiết trước khi đưa cốc vào âm đạo, tạo ra vấn đề cho phụ nữ ở các nước đang phát triển.[20] Việc đưa cốc vào đòi hỏi phải rửa kỹ cốc và tay để tránh đưa vi khuẩn mới vào âm đạo, điều này có thể làm tăng nguy cơ nhiễm trùng đường tiết niệu và các bệnh nhiễm trùng khác.[21] Băng vệ sinh dùng một lần và có thể tái sử dụng không yêu cầu phải vệ sinh tay, mặc dù băng vệ sinh vải tái sử dụng cũng yêu cầu tiếp cận nước sạch để giặt sản phẩm này.
- Do cốc nguyệt san chỉ cần khử trùng với nước sôi mỗi tháng một lần nhưng vẫn có thể là vấn đề với các nước đang phát triển nếu thiếu nước, củi và thực hành vệ sinh tốt.[14] Các lựa chọn khác hiện đang được sử dụng tại các nước kém phát triển, như dùng miếng giẻ giặt lại nhiều lần, có thể kém vệ sinh hơn.
- Việc tháo cốc nguyệt san có thể trở nên lộn xộn. Đôi khi máu có thể tràn ra trong quá trình tháo cốc ra, dù nhiều phụ nữ tìm kiếm nhà vệ sinh để thực hiện việc này.

Khi sử dụng nhà vệ sinh công cộng khô, máu kinh nguyệt có thể được đổ vào khu vực đổ chất thải. Nếu bất kỳ máu kinh nguyệt rơi vào phễu để lấy nước tiểu, nó có thể được xả bằng nước.

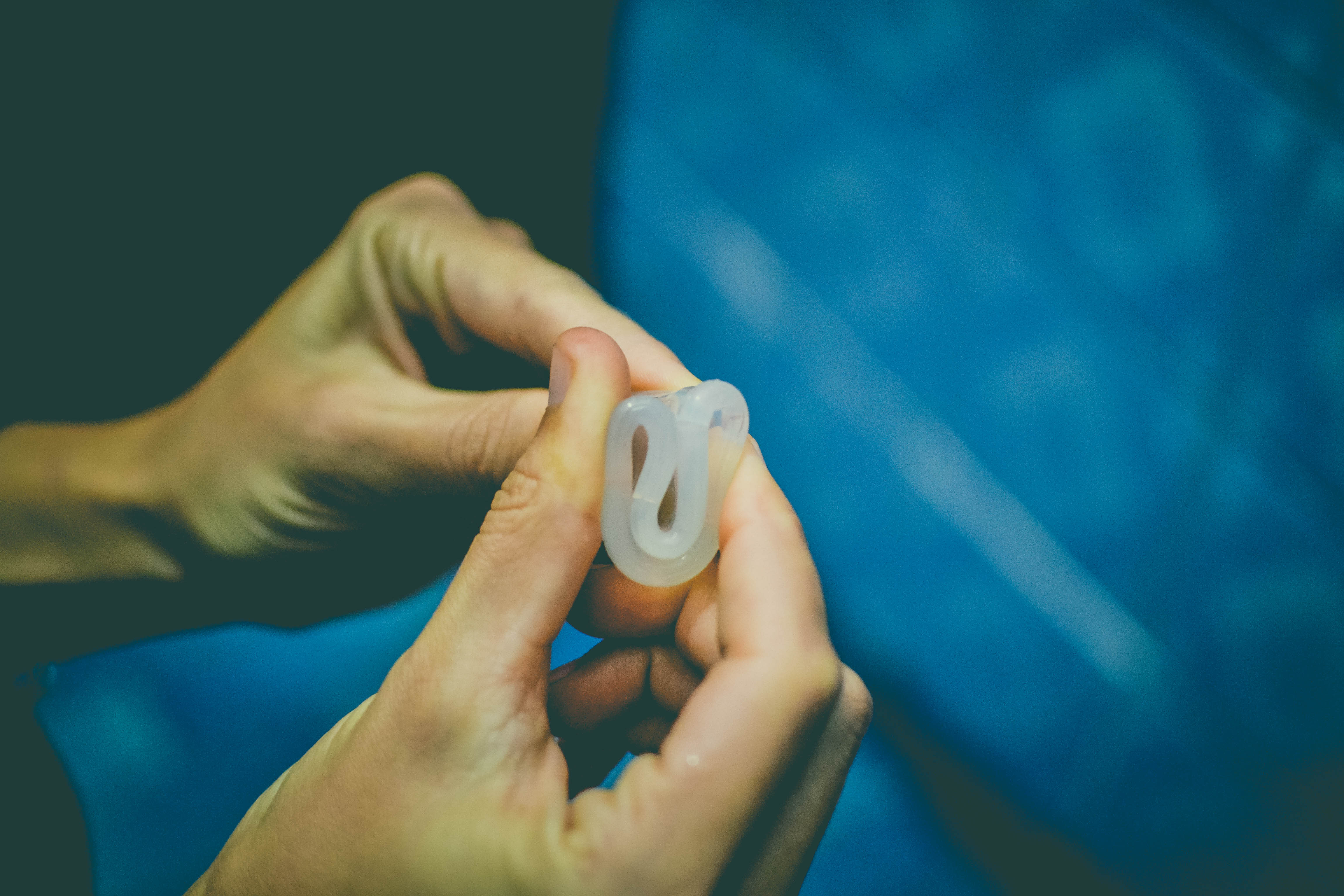
Một trong các cách gấp cốc nguyệt san
Một cốc nguyệt san (màu xanh) được đưa vào thành âm đạo và hứng tất cả chất lỏng chảy ra từ tử cung (màu đỏ)
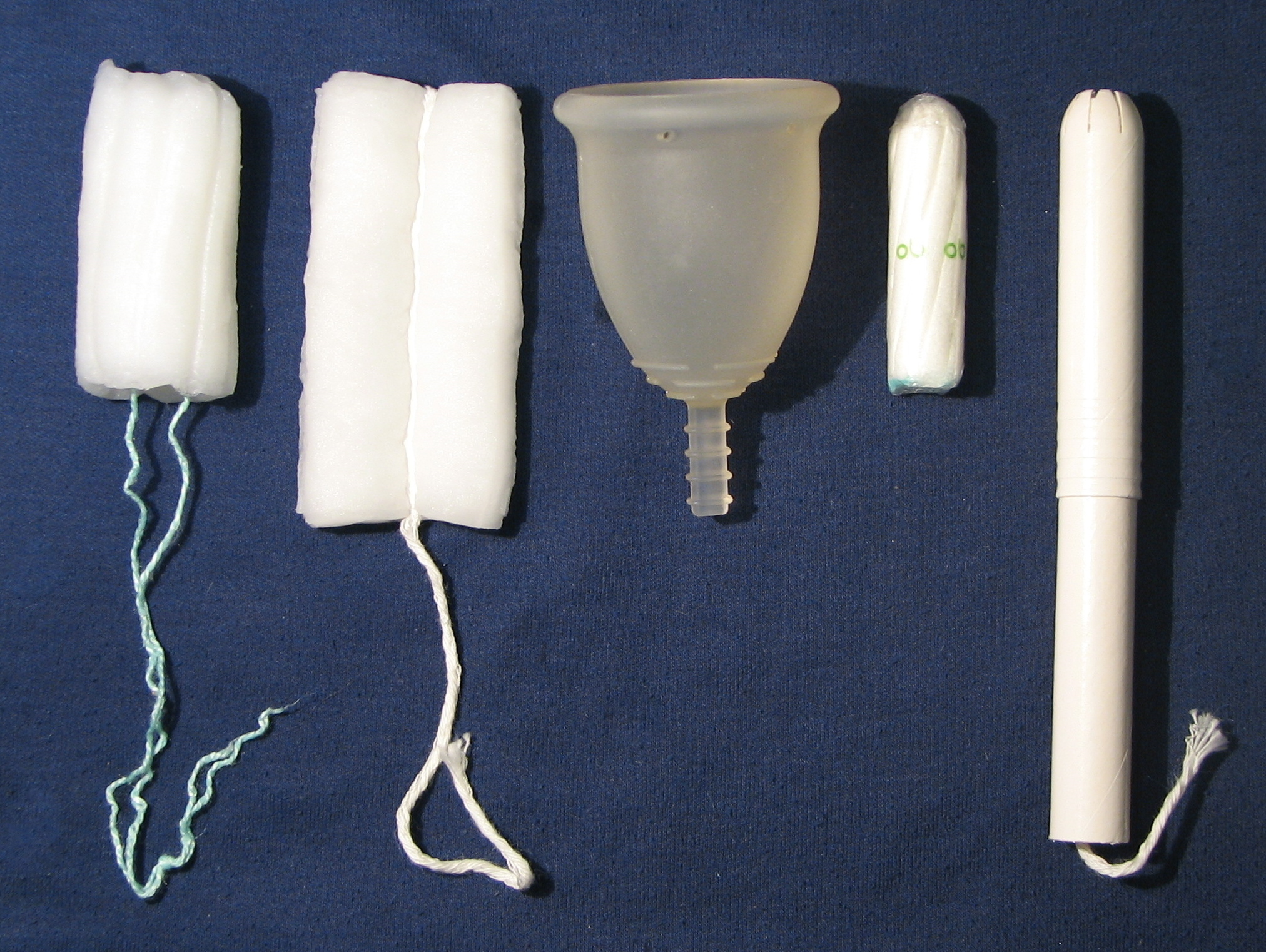
Một cốc nguyệt san thương hiệu Fleurcup kích cỡ lớn (ở giữa) có thể chứa lượng chất lỏng gấp 3 lần một chiếc tampon lớn
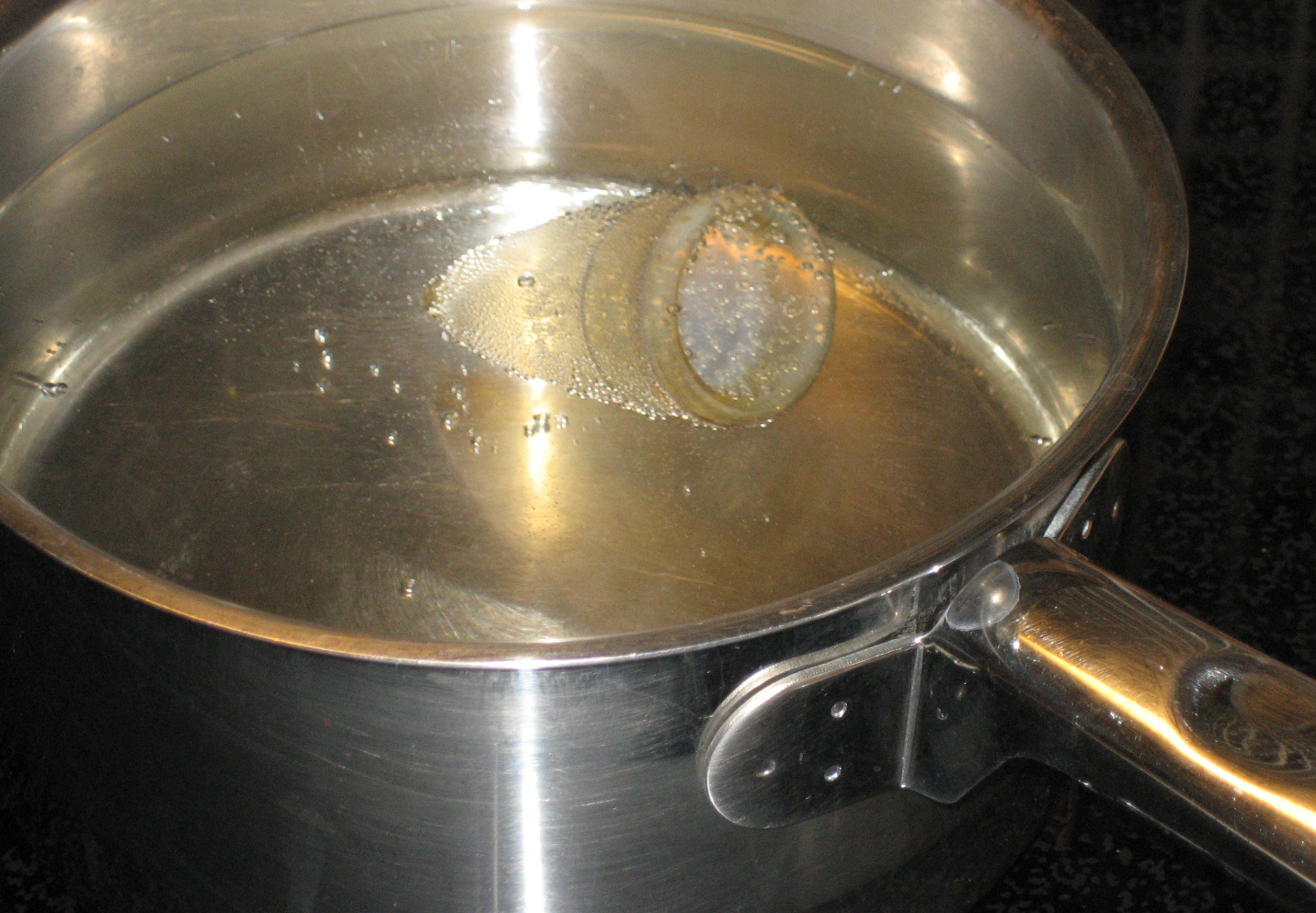
Cốc nguyệt san được khử trùng qua nước sôi